# سیارک ۵۳۸۰
سیارک ۵۳۸۰ (به انگلیسی: 5380 Sprigg، نامگذاری:1991JT) پنج هزار و سیصد و هشتادمین سیارک کشف شده‌است که در ۷ مه ۱۹۹۱ کشف شد.
قدر مطلق سیارک برابر ۱۳٫۱۰ است.